# Strepera versicolor
Strepera versicolor е вид птица от семейство Artamidae. Видът е незастрашен от изчезване.

## Разпространение
Разпространен е в Австралия.